# Масові вбивства в Баязеті (1877)
Ма́сові вби́вства в Баязе́ті — сталися в червні 1877 під час Російсько-турецької війни 1877-1878 при облозі османськими військами російського гарнізону в Баязетській цитаделі 6 (18) червня — 28 червня (10) липня. Винищення вірменського населення міста відрізнялося вкрай витонченою жорстокістю. 

## Передумови
З відкриттям під час російсько-турецької війни бойових дій на Кавказі, російські війська 18 (30) квітня 1877 зайняли Баязет (місто османської Вірменії). Ще при підході російських військ багато османських родин сховалися в вірменських будинках з побоювання за свою безпеку. Однак, після оголошення командувача Ериванського загону генерал-лейтенанта А. А. Тергукасова, що ввійшов у місто, жителям міста, що, незважаючи на те, що Баязетськом санджак вступає до складу Російської імперії, в ньому збережуться колишні закони та звичаї, а закон росіяни будуть охороняти права всього населення незалежно від їх національності та віросповідання, в місті продовжиться буденне життя. Населення міста на той момент складало близько 8 700 осіб, з яких 1 600 — християни (165 сімей, головним чином вірмени) та решта населення — мусульмани (переважно курди та незначне число турків-османів). Облаштувавши комунікаційну та адміністративну частини, 26 квітня (8) травня Ериванський загін продовжив свій рух на захід вглиб османської території. У Баязеті залишався незначний гарнізон. 6 червня османські війська під командуванням бригадного генерала A. Фаїк-паші обклали місто, блокувавши в його цитаделі російський гарнізон. 

## Реакція західних держав
Під час Російсько-турецької війни 1877 — 1878 років західні країни підтримували Османську імперію в її війні проти окупаційних військ Росії. Однак події в Баязеті, дії курдів, черкесів та башибузуків в інших провінціях (як в Анатолії, так і в Болгарії), вкрай негативно відбилися на статусі Османської імперії як цивілізованої держави. Про Баязетську різню заговорила західна преса. 
У деяких випадках, однак, реакція західних держав була неоднозначна. Так, на думку військового кореспондента «The New York Times» і «London Daily News» Е. Г. Візетеллі, жителі Баязета самі накликали на себе біду відкритим ворожим ставленням до власної влади. Вірмен часто звинувачували в наданні інформації ворогові (росіянам). Однак, як зазначає Норман, факти вказують на протилежне, бо досі османською владою не був виявлений жоден шпигун-вірменин, в той час як в шпигунстві на користь Росії були викриті кілька курдів та черкесів, які «віддали перевагу грошам замість віри, і заплатили за свою зраду життям» (всі були повішені). 
За запевненням Нормана, акт злодіяння в Баязеті завдав Османській імперії більше шкоди, ніж завдали б півдюжини військових поразок. Також на думку Нормана: 
«Різанина в Баязеті, осквернення російських могил, каліцтва трупів, порушення "білого прапора", і недавні жорстокості по відношенню до християн у Вані, все це є достатньою підставою, і поважними причинами для продовження війни. Ми не можемо сподіватися на те, що така велика держава, як Росія, буде сидіти смирно... Вона повинна змусити Порту силою зброї поважати права всіх її християнських підданих, і надавати їм права та захист в рівній мірі, що і мусульманам». 
Оригінальний текст (англ.)
«The massacre at Bayazid, the desecration of Russian graves, mutilation of corpses, violation of a flag of truce, and the recent cruelties towards the Christians at Van, all furnish excuses, and valid excuses too, for a continuance of the war. We cannot hope that a great power like Russia will sit quietly down... She must compel the Porte, by force of arms, to respect the rights of all her Christian subjects, and afford to them equal protection and privilege as to Mahomedans».— Спеціальний кореспондент «The Times» на театрі військових дій (британський офіцер) капітан Ч. Б. Норман 